# Atletiek op de Olympische Zomerspelen 1960 – 50 kilometer snelwandelen mannen
De 50 km snelwandelen voor mannen op de Olympische Zomerspelen 1960 vond plaats op dinsdag 7 september 1960. De start en finish bevonden zich in het Olympisch Stadion. De wedstrijd werd gewonnen door de Brit Don Thompson in 4:25.30,0. Met deze prestatie verbeterde hij het olympisch record.

## Uitslag
| Rang | Atleet               | Land | Tijd           |
| ---- | -------------------- | ---- | -------------- |
| 1    | Don Thompson         | GBR  | 4:25.30,0 (OR) |
| 2    | John Ljunggren       | SWE  | 4:25.47,0      |
| 3    | Abdon Pamich         | ITA  | 4:27.55,4      |
| 4    | Oleksandr Shcherbyna | URS  | 4:31.44,0      |
| 5    | Tom Misson           | GBR  | 4:33.03,0      |
| 6    | Alex Oakley          | CAN  | 4:33.08,6      |
| 7    | Pino Dordoni         | ITA  | 4:33.27,2      |
| 8    | Zora Singh           | IND  | 4:37.44,6      |
| 9    | Anatoly Vedyakov     | URS  | 4:39.57,6      |
| 10   | Antonio De Gaetano   | ITA  | 4:41.01,6      |
| 11   | Ladislav Moc         | TCH  | 4:42.33,6      |
| 12   | George Hazle         | RSA  | 4:43.18,8      |
| 13   | Max Weber            | EUA  | 4:44.47,4      |
| 14   | Svatopluk Sýkora     | TCH  | 4:46.14,6      |
| 15   | Ajit Singh           | IND  | 4:47.28,4      |
| 16   | Horst Astroth        | EUA  | 4:50.57,0      |
| 17   | Josef Doležal        | TCH  | 4:51.18,6      |
| 18   | José Ribas           | ESP  | 4:51.20,0      |
| 19   | Ron Laird            | USA  | 4:53.21,6      |
| 20   | Frank O'Reilly       | IRL  | 4:54.40,0      |
| 21   | Charles Sowa         | LUX  | 4:57.00,4      |
| 22   | Louis Marquis        | SUI  | 5:00.13,0      |
| 23   | Bruce MacDonald      | USA  | 5:00.47,6      |
| 24   | John Allen           | USA  | 5:03.15,2      |
| 25   | Alfred Leiser        | SUI  | 5:06.55,0      |
| 26   | Mohamed Ben Lazhar   | TUN  | 5:07.57,4      |
| 27   | René Charrière       | SUI  | 5:09.00,8      |
| 28   | Jacques Arnoux       | FRA  | 5:10.22,0      |
| —    | Albert Johnson       | GBR  | DQ             |
| —    | Grigory Klimov       | URS  | DQ             |
| —    | Guillermo Weller     | ARG  | DQ             |
| —    | Kurt Sakowski        | EUA  | DQ             |
| —    | Noel Freeman         | AUS  | DQ             |
| —    | Ronald Crawford      | AUS  | DQ             |
| —    | Erik Söderlund       | SWE  | DNF            |
| —    | Åke Söderlund        | SWE  | DNF            |
| —    | Norman Read          | NZL  | DNF            |
| —    | Naoui Zlassi         | TUN  | DNF            |
| —    | Béla Dinesz          | HUN  | DNF            |